# Khaan
Khaan là một chi khủng long, được J. Clark Norell & Barsbold mô tả khoa học năm 2001.